# ترولياندوميسين
ترولياندوميسين (بالإنجليزية: Troleandomycin)‏ هو دواء يُستعمل في علاج داء المتدثرات، ومرض السيلان، وداء العطائف، وربو، وداء الفيالقة، وعدوى عنقودية ‏ حسب إدارة الغذاء والدواء الأمريكية. ترولياندوميسين هو مثبط تخليق البروتين، ومضاد حيوي.